# Microbisium brevifemoratum
Espèce
Synonymes
- Obisium brevifemoratum Ellingsen, 1903
- Nepalobisium franzi Beier, 1974

Microbisium brevifemoratum est une espèce de pseudoscorpions de la famille des Neobisiidae.

## Distribution
Cette espèce se rencontre en Norvège, en Suède, en Finlande, en Estonie, en Lettonie, en Pologne, en Allemagne, au Danemark, au Royaume-Uni, en Belgique, en Suisse, en Autriche, en Tchéquie, en Russie, en Azerbaïdjan, en Chine, au Népal et au Pakistan.

## Systématique et taxinomie
Cette espèce a été décrite sous le protonyme Obisium brevifemoratum par Ellingsen en 1903. Elle est placée dans le genre Microbisium par Beier en 1932. Nepalobisium franzi a été placée en synonymie par Dashdamirov et Golovatch en 2006.

## Publication originale
- Ellingsen, 1903 : Norske Pseudoscorpioner. II. Forhandlinger i Videnskabsselskabet i Kristiania, vol. 1903, p. 1-18.